# 2MASS J16322911+1904407
2MASS J16322911+1904407  ist ein L8-Zwerg im Sternbild Herkules. Er wurde 1999 von J. Davy Kirkpatrick et al. entdeckt. Die Eigenbewegung des Objekts beträgt 298 mas/a. Die Parallaxe wurde mit 0,066 Bogensekunden gemessen.